# Empyreuma
Empyreuma is een geslacht van vlinders uit de familie van de spinneruilen (Erebidae) en de onderfamilie Arctiinae.

## Soorten
- Empyreuma affinis Rothschild, 1912
- Empyreuma anassa Forbes, 1917
- Empyreuma haitensis Rothschild, 1912
- Empyreuma heros Bates, 1934
- Empyreuma lichas Fabricius, 1781
- Empyreuma pugione Linnaeus, 1767